# Mariano Aramburo y Machado
Mariano Aramburo y Machado (Camagüey, 1879-1941) fue un jurista, periodista, escritor, político y diplomático cubano.

## Biografía
Doctorado en Madrid, fue presidente de la Comisión de Códigos de Cuba. Fue catedrático en la Universidad de La Habana. En el campo del periodismo fue colaborador durante años del Diario de la Marina. A nivel político, fue ministro en Chile, además de representar a su país en distintas repúblicas americanas. Escribió textos jurídicos y sobre temática literaria.